# 汀坪褛网蛛
汀坪褛网蛛（学名：Psechrus tingpingensis）为褛网蛛科缕网蛛属的动物。在中国大陆，分布于湖南、广西等地，常见于扇区岩洞以及山坡草丛。该物种的模式产地在湖南、广西。